# Camilo Mori

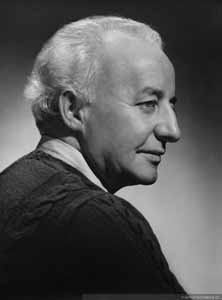
Camilo Mori

Camilo Mori Serrano (* 24. September 1896 in Valparaíso; † 7. Dezember 1973 in Santiago de Chile) war ein chilenischer Maler.
Ab 1914 studierte er an der Escuela de Bellas Artes in Santiago bei Juan Francisco González, Ricardo Richon Brunet, Alberto Valenzuela Llanos und Agustín Undurraga. Als Schüler von Fernando Álvarez de Sotomayor gehörte er zur Malergruppe der Generacion del Trece.
Auf einer Studienreise nach Europa lernte er 1920 in Paris den Maler Juan Gris kennen und wurde mit dem Werk Paul Cézannes vertraut. 1923 zählte er neben Luis Vargas Rosas, José Perotti, Henriette Petit und Julio Ortiz de Zárate in Santiago de Chile zu den ersten Mitgliedern der avantgardistischen Grupo Montparnasse. 1929 reiste er mit einer Gruppe junger Maler und Bildhauer  erneut nach Paris, der u. a. Julio Ortiz de Zárate, Isaías Cabezón, Inés Puyó, Augusto Eguiluz, Julio Antonio Vásquez und Laura Rodig angehörten und die unter dem Namen Generacion de Veintiochi bekannt wurde. Auf dieser Reise lernte er u. a. Pablo Picasso und Georges Braque kennen.
Von 1928 bis 1929 wirkte Mori als Direktor des Museo Nacional de Bellas Artes, ab 1933 war er Professor an der Escuela de Arquitectura der Universidad de Chile. Von 1937 bis 1939 lebte er in den USA und gestaltete dort den chilenischen Pavillon bei der 1939 New York World’s Fair. Von 1951 bis 1954 war er Präsident der Asociación de Pintores y Escultores de Chile.
Mori wurde für seine Werke vielfach ausgezeichnet, u. a. 1950 mit dem Premio Nacional de Arte. Sowohl zu seinen Lebzeiten als auch nach seinem Tode fanden Einzelausstellungen seiner Werke statt, zuletzt u. a. 1988 eine Retrospektive im Instituto Cultural de las Condes in Santiago und 2001 eine Homenaje a Camilo Mori Serrano in Viña del Mar. Gemälde Moris befinden sich u. a. im Besitz des Museo Nacional de Bellas Artes, des Museo Municipal de Bellas Artes de Valparaíso und der Pinakothek der Universidad de Valparaíso.

## Werke
- Retrato de Señora
- Escena
- Retrato
- Viva Allende
- Reloj Turri
- Noche de Luna
- Subida de Cerro
- Pablo Garrido y su Guitarra
- Padre e Hijo
- Paisaje Desértico con Sol
- Paseo en el campo
- Visión urbana
- Escena en un restaurant